# Championnat de Suisse de hockey sur glace 1911-1912
Saison précédente Saison suivante
La saison 1911-1912 est la 4e saison du championnat de Suisse de hockey sur glace. Elle se dispute en fait les 20 et 21 janvier 1912.

## Championnat national

### Groupe 1
- SC Engelberg - Akademischer EHC Zürich 1-1[1] (2-1 a.p. selon une autre source[2])
- HC Les Avants - SC Engelberg 7-1
- HC Les Avants - Akademischer EHC Zürich 6-0[1] (9-0 selon une autre source[2])

| Clt   | Équipe                  | PJ | V | D | N | BP | BC | Diff | Pts |
| ----- | ----------------------- | -- | - | - | - | -- | -- | ---- | --- |
| +001, | HC Les Avants           | 2  | 2 | 0 | 0 | 13 | 1  | +12  | 4   |
| +002, | SC Engelberg            | 2  | 0 | 1 | 1 | 2  | 8  | -6   | 1   |
| +003, | Akademischer EHC Zürich | 2  | 0 | 1 | 1 | 1  | 7  | -6   | 1   |

- En gras : qualifié pour la finale

### Groupe 2
- HC Bellerive Vevey - Genève HC 3-3[1] (3-4 a.p. selon une autre source[2])
- CP Lausanne - Genève HC 2-1[1] (3-2 selon une autre source[2])
- HC Bellerive Vevey - CP Lausanne 1-2

| Clt   | Équipe             | PJ | V | D | N | BP | BC | Diff | Pts |
| ----- | ------------------ | -- | - | - | - | -- | -- | ---- | --- |
| +001, | CP Lausanne (T)    | 2  | 2 | 0 | 0 | 4  | 2  | +2   | 4   |
| +002, | HC Bellerive Vevey | 2  | 0 | 1 | 1 | 4  | 5  | -1   | 1   |
|       | Genève HC          | 2  | 0 | 1 | 1 | 4  | 5  | -1   | 1   |

- En gras : qualifié pour la finale

### Finale
- HC Les Avants - CP Lausanne 2-1

Le HC Les Avants remporte son premier titre de champion de Suisse.

## Série B
Elle se joue les 3 et 4 février 1912, aux Diablerets :
- HC La Villa Lausanne - CP Lausanne II 2-1 a.p.
- CP Lausanne II - Institut Rosey
- Institut Rosey - HC La Villa Lausanne 1-0

| Clt   | Équipe               | PJ | V | D | N | BP | BC | Diff | Pts |
| ----- | -------------------- | -- | - | - | - | -- | -- | ---- | --- |
| +001, | Institut Rosey (T)   | 2  | 2 | 0 | 0 | 3  | 0  | +3   | 4   |
| +002, | HC La Villa Lausanne | 2  | 1 | 1 | 0 | 2  | 2  | +0   | 2   |
| +003, | CP Lausanne II       | 2  | 0 | 2 | 0 | 1  | 4  | -3   | 0   |

- En gras : champion de Suisse de Série B